# Waterloo (lied)
Waterloo is het Engelstalige nummer waarmee de Zweedse popgroep ABBA het Eurovisiesongfestival van 1974 won en zo internationaal bekend werd. Het nummer maakt deel uit van de gelijknamige elpee Waterloo uit 1974. Op 4 maart van dat jaar werd het nummer eerst op single uitgebracht in thuisland Zweden, Noorwegen, Finland, IJsland en Denemarken en op 12 maart volgde de internationale versie. Het nummer werd aanvankelijk opgenomen in het Zweeds, maar met het oog op het Eurovisiesongfestival werd er ook een Engelstalige versie opgenomen en de single tweetalig uitgebracht.

## Geschiedenis
Nadat de groep tijdens de Zweedse nationale voorronde van het songfestival in 1973 derde was geworden met het nummer Ring Ring, probeerden ze het in 1974 opnieuw. Aanvankelijk wilden ze Hasta Mañana insturen, maar omdat in dit lied Fältskog de leadzang had werd er toch voor Waterloo gekozen waarin beide zangeressen evenwaardig waren. De tekst van het nummer is metaforisch en gaat over iemand die zich na een periode van grote weerstand uiteindelijk toch overgeeft aan een geliefde, zoals Napoleon zich overgaf tijdens de Slag bij Waterloo in 1815. De single werd in december 1973 in hun vertrouwde studio in Stockholm opgenomen en op 12 maart 1974 officieel voorgesteld. De Zweedse versie behaalde de tweede plaats in de Zweedse hitlijsten.  Achteraf zouden Andersson en Ulvaeus toegeven dat ze zich bij het nummer hebben laten inspireren door de hit See my baby jive van Wizzard. Waterloo is een van de weinige ABBA-nummers met glamrock- en jazz-invloeden; de latere nummers hadden allemaal meer disco-invloeden. Waterloo is ook het eerste ABBA-nummer waarvan door filmregisseur Lasse Hallström een zogenaamde filmclip of promoclip werd gemaakt, de voorloper van de huidige videoclip.
Op 6 april 1974 speelde ABBA, begeleid door het festivalorkest onder leiding van de als Napoleon verklede dirigent Sven-Olof Walldoff, het nummer op het Eurovisiesongfestival in Brighton. Hun optreden zorgde voor een volledige stijlbreuk met de 'dramatische ballades'-traditie waarmee het songfestivalpubliek toen vertrouwd was. Hun opvallende glitterkostuums, zilveren plateauzolen, het uptemporitme en de eenvoudige (maar nog niet eerder vertoonde) danspasjes maakten meteen indruk op pers, publiek én jury. Dat ABBA, sinds een recente reglementswijziging, hun liedje niet enkel in hun landstaal maar ook in het Engels mocht brengen, was een bijkomende troef.
In Zweden vonden sommige journalisten het ongepast een vrolijk liedje te zingen over een gruwelijke, bloedige veldslag.
In 2005 werd het lied verkozen tot beste Songfestivallied in de vijftigjarige geschiedenis in het programma Congratulations: 50 Jaar Eurovisiesongfestival.

## Internationale doorbraak
Met wereldwijd 8,5 miljoen verkochte exemplaren scoorde ABBA met Waterloo zijn tweede grootste hit ooit en braken ze internationaal definitief door. De single werd een nummer 1-hit in vele landen, waaronder het Verenigd Koninkrijk, België, Duitsland en Zuid-Afrika. In thuisland Zweden bereikten zowel de Zweedse als de Engelstalige versie de top 3. Dankzij de internationale uitstraling van het Eurovisiesongfestival, kwam de plaat ook in de Verenigde Staten, Nieuw-Zeeland en Zimbabwe in de top 10 terecht.
In Nederland werd de plaat veel gedraaid op de zeezenders en de landelijke radiozenders en werd een enorme hit. De plaat bereikte de 2e positie in de Veronica Top 40 op Radio Veronica, terwijl in de Hilversum 3 Top 30 / Daverende Dertig op Hilversum 3 de plaat twee weken op nummer 1 stond.
In België bereikte de plaat de nummer 1-positie in zowel de voorloper van de Vlaamse Ultratop 50 als de Vlaamse Radio 2 Top 30 en de Waalse hitlijst.
Ook de elpee Waterloo deed het goed in Europa. Met het album zou blijken dat ABBA niet langer een eendagsvlieg kon genoemd worden.
In 1994 kwam de single samen met andere ABBA-hits te staan op de soundtrack van de film Muriel's Wedding. In 2004 werd het nummer opnieuw op single uitgebracht, waarbij deze in het Verenigd Koninkrijk de 20e positie in de UK Singles Chart behaalde.
Op 22 oktober 2005 tijdens de vijftigste verjaardag van het Songfestival werd Waterloo gekozen als de  beste plaat uit de geschiedenis van het festival.

## Trivia
Anders dan in de tekst van het nummer wordt beweerd, gaf Napoleon zich niet over bij Waterloo. Dit gebeurde pas vier weken later, bij Rochefort aan de Franse Atlantische kust.

## Hitnoteringen

### Nederlandse Top 40
| Waterloo in de Nederlandse Top 40 – binnen: 13-04-1974 | Waterloo in de Nederlandse Top 40 – binnen: 13-04-1974 | Waterloo in de Nederlandse Top 40 – binnen: 13-04-1974 | Waterloo in de Nederlandse Top 40 – binnen: 13-04-1974 | Waterloo in de Nederlandse Top 40 – binnen: 13-04-1974 | Waterloo in de Nederlandse Top 40 – binnen: 13-04-1974 | Waterloo in de Nederlandse Top 40 – binnen: 13-04-1974 | Waterloo in de Nederlandse Top 40 – binnen: 13-04-1974 | Waterloo in de Nederlandse Top 40 – binnen: 13-04-1974 | Waterloo in de Nederlandse Top 40 – binnen: 13-04-1974 | Waterloo in de Nederlandse Top 40 – binnen: 13-04-1974 | Waterloo in de Nederlandse Top 40 – binnen: 13-04-1974 | Waterloo in de Nederlandse Top 40 – binnen: 13-04-1974 | Waterloo in de Nederlandse Top 40 – binnen: 13-04-1974 | Waterloo in de Nederlandse Top 40 – binnen: 13-04-1974 | Waterloo in de Nederlandse Top 40 – binnen: 13-04-1974 |
| Week                                                   | 1                                                      | 2                                                      | 3                                                      | 4                                                      | 5                                                      | 6                                                      | 7                                                      | 8                                                      | 9                                                      | 10                                                     | 11                                                     | 12                                                     | 13                                                     | 14                                                     |                                                        |
| ------------------------------------------------------ | ------------------------------------------------------ | ------------------------------------------------------ | ------------------------------------------------------ | ------------------------------------------------------ | ------------------------------------------------------ | ------------------------------------------------------ | ------------------------------------------------------ | ------------------------------------------------------ | ------------------------------------------------------ | ------------------------------------------------------ | ------------------------------------------------------ | ------------------------------------------------------ | ------------------------------------------------------ | ------------------------------------------------------ | ------------------------------------------------------ |
| Nummer                                                 | 33                                                     | 7                                                      | 2                                                      | 2                                                      | 2                                                      | 2                                                      | 3                                                      | 5                                                      | 6                                                      | 13                                                     | 17                                                     | 31                                                     | 35                                                     | 39                                                     | uit                                                    |

### Hilversum 3 Top 30 / Daverende Dertig
| Waterloo in de Nederlandse Hilversum 3 Top 30 binnen: 13-04-1974 | Waterloo in de Nederlandse Hilversum 3 Top 30 binnen: 13-04-1974 | Waterloo in de Nederlandse Hilversum 3 Top 30 binnen: 13-04-1974 | Waterloo in de Nederlandse Hilversum 3 Top 30 binnen: 13-04-1974 | Waterloo in de Nederlandse Hilversum 3 Top 30 binnen: 13-04-1974 | Waterloo in de Nederlandse Hilversum 3 Top 30 binnen: 13-04-1974 | Waterloo in de Nederlandse Hilversum 3 Top 30 binnen: 13-04-1974 | Waterloo in de Nederlandse Hilversum 3 Top 30 binnen: 13-04-1974 | Waterloo in de Nederlandse Hilversum 3 Top 30 binnen: 13-04-1974 | Waterloo in de Nederlandse Hilversum 3 Top 30 binnen: 13-04-1974 | Waterloo in de Nederlandse Hilversum 3 Top 30 binnen: 13-04-1974 | Waterloo in de Nederlandse Hilversum 3 Top 30 binnen: 13-04-1974 | Waterloo in de Nederlandse Hilversum 3 Top 30 binnen: 13-04-1974 |
| Week                                                             | 1                                                                | 2                                                                | 3                                                                | 4                                                                | 5                                                                | 6                                                                | 7                                                                | 8                                                                | 9                                                                | 10                                                               | 11                                                               |                                                                  |
| ---------------------------------------------------------------- | ---------------------------------------------------------------- | ---------------------------------------------------------------- | ---------------------------------------------------------------- | ---------------------------------------------------------------- | ---------------------------------------------------------------- | ---------------------------------------------------------------- | ---------------------------------------------------------------- | ---------------------------------------------------------------- | ---------------------------------------------------------------- | ---------------------------------------------------------------- | ---------------------------------------------------------------- | ---------------------------------------------------------------- |
| Nummer                                                           | 19                                                               | 4                                                                | 2                                                                | 2                                                                | 1                                                                | 1                                                                | 4                                                                | 5                                                                | 9                                                                | 13                                                               | 24                                                               | uit                                                              |

### Vlaamse Radio 2 Top 30
| Hitnotering: 27-04-1974 t/m 12-07-1974 | Hitnotering: 27-04-1974 t/m 12-07-1974 | Hitnotering: 27-04-1974 t/m 12-07-1974 | Hitnotering: 27-04-1974 t/m 12-07-1974 | Hitnotering: 27-04-1974 t/m 12-07-1974 | Hitnotering: 27-04-1974 t/m 12-07-1974 | Hitnotering: 27-04-1974 t/m 12-07-1974 | Hitnotering: 27-04-1974 t/m 12-07-1974 | Hitnotering: 27-04-1974 t/m 12-07-1974 | Hitnotering: 27-04-1974 t/m 12-07-1974 | Hitnotering: 27-04-1974 t/m 12-07-1974 | Hitnotering: 27-04-1974 t/m 12-07-1974 | Hitnotering: 27-04-1974 t/m 12-07-1974 | Hitnotering: 27-04-1974 t/m 12-07-1974 |
| Week                                   | 1                                      | 2                                      | 3                                      | 4                                      | 5                                      | 6                                      | 7                                      | 8                                      | 9                                      | 10                                     | 11                                     | 12                                     |                                        |
| -------------------------------------- | -------------------------------------- | -------------------------------------- | -------------------------------------- | -------------------------------------- | -------------------------------------- | -------------------------------------- | -------------------------------------- | -------------------------------------- | -------------------------------------- | -------------------------------------- | -------------------------------------- | -------------------------------------- | -------------------------------------- |
| Nummer                                 | 1                                      | 1                                      | 1                                      | 1                                      | 1                                      | 2                                      | 2                                      | 5                                      | 8                                      | 16                                     | 18                                     | 24                                     | uit                                    |

### UK Singles Chart
| Hitnotering: 20-04-1974 t/m 14-06-1974 | Hitnotering: 20-04-1974 t/m 14-06-1974 | Hitnotering: 20-04-1974 t/m 14-06-1974 | Hitnotering: 20-04-1974 t/m 14-06-1974 | Hitnotering: 20-04-1974 t/m 14-06-1974 | Hitnotering: 20-04-1974 t/m 14-06-1974 | Hitnotering: 20-04-1974 t/m 14-06-1974 | Hitnotering: 20-04-1974 t/m 14-06-1974 | Hitnotering: 20-04-1974 t/m 14-06-1974 | Hitnotering: 20-04-1974 t/m 14-06-1974 | Hitnotering: 20-04-1974 t/m 14-06-1974 |
| Week                                   | 1                                      | 2                                      | 3                                      | 4                                      | 5                                      | 6                                      | 7                                      | 8                                      | 9                                      |                                        |
| -------------------------------------- | -------------------------------------- | -------------------------------------- | -------------------------------------- | -------------------------------------- | -------------------------------------- | -------------------------------------- | -------------------------------------- | -------------------------------------- | -------------------------------------- | -------------------------------------- |
| Nummer                                 | 17                                     | 2                                      | 1                                      | 1                                      | 2                                      | 6                                      | 15                                     | 23                                     | 33                                     | uit                                    |

### Evergreen Top 1000
| Evergreen Top 1000 "Waterloo" | Evergreen Top 1000 "Waterloo" | Evergreen Top 1000 "Waterloo" | Evergreen Top 1000 "Waterloo" | Evergreen Top 1000 "Waterloo" | Evergreen Top 1000 "Waterloo" | Evergreen Top 1000 "Waterloo" | Evergreen Top 1000 "Waterloo" | Evergreen Top 1000 "Waterloo" | Evergreen Top 1000 "Waterloo" | Evergreen Top 1000 "Waterloo" |
| Jaar                          | 2008                          | 2009                          | 2010                          | 2011                          | 2012                          | 2013                          | 2014                          | 2015                          | 2016                          | 2017                          |
| ----------------------------- | ----------------------------- | ----------------------------- | ----------------------------- | ----------------------------- | ----------------------------- | ----------------------------- | ----------------------------- | ----------------------------- | ----------------------------- | ----------------------------- |
| Positie                       | –                             | –                             | –                             | –                             | –                             | 408                           | 352                           | 668                           | 830                           | 784                           |

### NPO Radio 2 Top 2000
| Nummer met noteringen in de NPO Radio 2 Top 2000 | '99 | '00 | '01 | '02 | '03 | '04 | '05 | '06 | '07 | '08 | '09 | '10 | '11 | '12 | '13 | '14 | '15 | '16 | '17 | '18 | '19 | '20 | '21 | '22 | '23 | '24 |
| ------------------------------------------------ | --- | --- | --- | --- | --- | --- | --- | --- | --- | --- | --- | --- | --- | --- | --- | --- | --- | --- | --- | --- | --- | --- | --- | --- | --- | --- |
| Waterloo                                         | 101 | 182 | 467 | 607 | 605 | 512 | 299 | 546 | 419 | 452 | 701 | 728 | 918 | 783 | 836 | 890 | 772 | 742 | 660 | 413 | 438 | 403 | 348 | 367 | 379 | 510 |

1. ↑  Een vetgedrukt getal geeft de hoogste notering aan.

### JOE FM Hitarchief 2000
| "Waterloo" | "Waterloo" | "Waterloo" | "Waterloo" | "Waterloo" | "Waterloo" | "Waterloo" | "Waterloo" | "Waterloo" | "Waterloo" | "Waterloo" | "Waterloo" | "Waterloo" | "Waterloo" | "Waterloo" |
| ---------- | ---------- | ---------- | ---------- | ---------- | ---------- | ---------- | ---------- | ---------- | ---------- | ---------- | ---------- | ---------- | ---------- | ---------- |
| Jaar       | 2009       | 2011       | 2010       | 2011       | 2012       | 2013       | 2014       | 2015       | 2016       | 2017       | 2018       | 2019       | 2020       | 2021       |
| Positie    | 947        | 532        | 642        | 532        | 447        | 326        | 340        | 311        | 455        | 418        | 412        | 125        | 120        | 59         |

## Coverversies
In de loop der jaren is het nummer Waterloo meerdere keren gecoverd, volgens Who Sampled 36 keer.
Hieronder een kleine selectie:
- GABBA (1990)
- Abbacadabra (1996)
- E-rotic (1997)
- Bananarama (1998)
- Arrival (1999)
- Nation (2001)
- André Rieu (2013)
- Cher (2018)
- The Kik (2021) met Nederlandse tekst

1956: Refrain · 
1957: Net als toen · 
1958: Dors, mon amour · 
1959: 'n Beetje · 
1960: Tom Pillibi · 
1961: Nous les amoureux · 
1962: Un premier amour · 
1963: Dansevise · 
1964: Non ho l'età · 
1965: Poupée de cire, poupée de son · 
1966: Merci, chérie · 
1967: Puppet on a string · 
1968: La la la · 
1969: Un jour, un enfant, De troubadour, Vivo cantando, Boom bang-a-bang · 
1970: All kinds of everything · 
1971: Un banc, un arbre, une rue · 
1972: Après toi · 
1973: Tu te reconnaîtras · 
1974: Waterloo · 
1975: Ding-a-dong · 
1976: Save your kisses for me · 
1977: L'oiseau et l'enfant · 
1978: A-ba-ni-bi · 
1979: Hallelujah · 
1980: What's another year · 
1981: Making your mind up · 
1982: Ein bißchen Frieden · 
1983: Si la vie est cadeau · 
1984: Diggi-loo diggi-ley · 
1985: La det swinge · 
1986: J'aime la vie · 
1987: Hold me now · 
1988: Ne partez pas sans moi · 
1989: Rock me · 
1990: Insieme: 1992 · 
1991: Fångad av en stormvind · 
1992: Why me? · 
1993: In your eyes · 
1994: Rock 'n' roll kids · 
1995: Nocturne · 
1996: The voice · 
1997: Love shine a light · 
1998: Diva · 
1999: Take me to your heaven · 
2000: Fly on the wings of love · 
2001: Everybody · 
2002: I wanna · 
2003: Everyway that I can · 
2004: Wild dances · 
2005: My number one · 
2006: Hard rock hallelujah · 
2007: Molitva · 
2008: Believe · 
2009: Fairytale · 
2010: Satellite · 
2011: Running scared · 
2012: Euphoria · 
2013: Only teardrops · 
2014: Rise like a phoenix · 
2015: Heroes · 
2016: 1944 · 
2017: Amar pelos dois · 
2018: Toy · 
2019: Arcade · 
2021: Zitti e buoni · 
2022: Stefania · 
2023: Tattoo · 
2024: The code